# Ranzovius
Ranzovius is een geslacht van wantsen uit de familie van de Miridae (Blindwantsen). Het geslacht werd voor het eerst wetenschappelijk beschreven door William Lucas Distant in 1893.

## Soorten
Het genus bevat de volgende soorten:

- Ranzovius agelenopsis T. Henry, 1984
- Ranzovius bicolor T. Henry, 1999
- Ranzovius brailovskyi T. Henry, 1999
- Ranzovius brailovskyi T.Henry, 1999
- Ranzovius californicus (Van Duzee, 1917)
- Ranzovius clavicornis (Knight, 1927)
- Ranzovius contubernalis Henry, 1984
- Ranzovius crinitus Distant, 1893
- Ranzovius fennahi Carvalho, 1954
- Ranzovius mexicanus (Van Duzee, 1923)
- Ranzovius moerens (Reuter, 1905)
- Ranzovius stysi T. Henry, 1999